# Aleiodes provancheri
Aleiodes provancheri är en stekelart som beskrevs av Fortier 2007. Aleiodes provancheri ingår i släktet Aleiodes och familjen bracksteklar. Inga underarter finns listade i Catalogue of Life.